# Наташа Ллойд
Наташа Ллойд (англ. Natasha Lloyd; нар. 23 грудня 1995) — новозеландська плавчиня. Учасниця Чемпіонату світу з водних видів спорту 2017, де в попередніх запливах на дистанції 100 метрів брасом посіла 29-те місце і не потрапила до півфіналів.